# Frederick Treves
Sir Frederick Treves, primer baronet (GCVO, CH, CB, FRCS) (15 de febrero de 1853-7 de diciembre de 1923), fue un prominente cirujano británico, y un experto en anatomía. Treves destacó por su tratamiento quirúrgico de la apendicitis, con el que pudo salvar la vida del rey Eduardo VII en 1902. Sin embargo, es más ampliamente conocido por su amistad con Joseph Merrick, el "Hombre Elefante".

## Vida y carrera

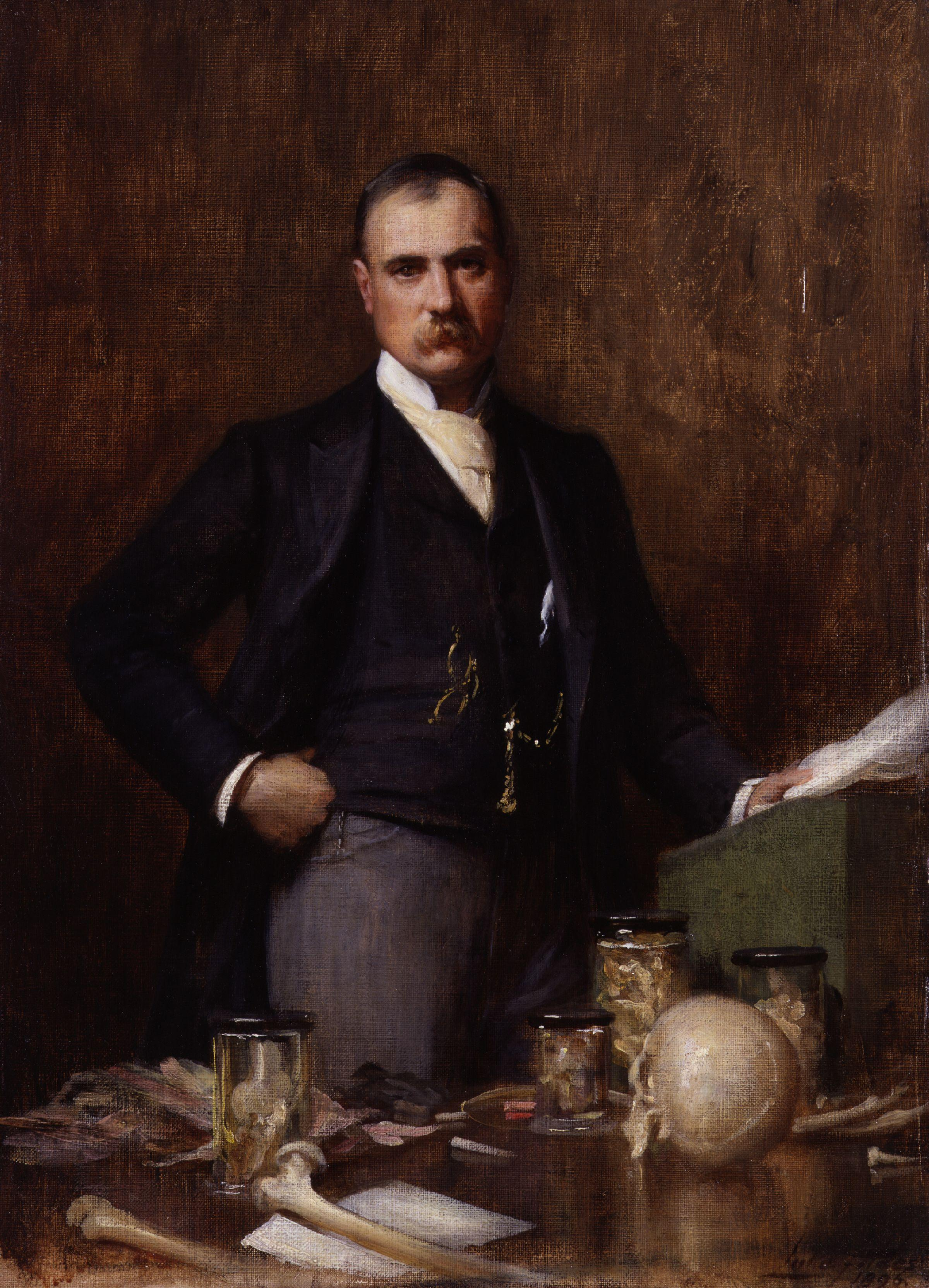
Pintura retratando a Treves por Luke Fildes en 1896.

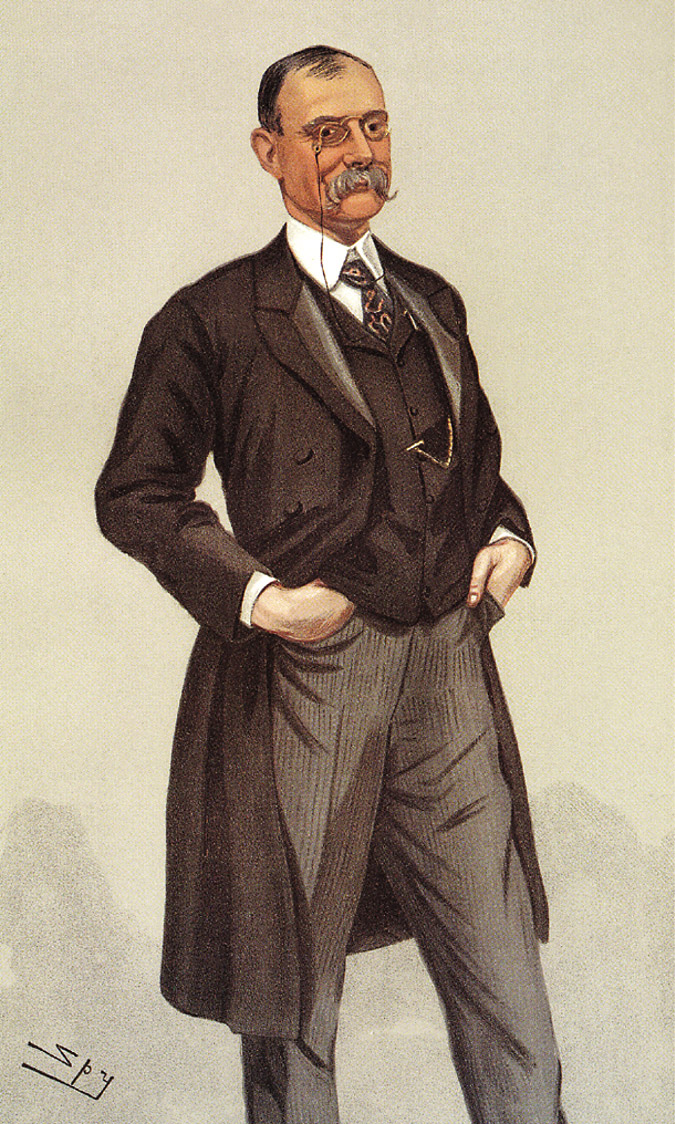
Caricatura en Vanity Fair, por "Spy" (1900).

Frederick Treves nació el 15 de febrero de 1853 en Dorchester, Dorset, hijo de William Treves, un tapicero, y su esposa, Jane (de soltera, Knight). De niño asistió a la escuela del poeta en dialecto de Dorset William Barnes, y más tarde en la Merchant Taylor's School y el London Hospital Medical College. Aprobó los exámenes de ingreso a la Universidad Real de Cirujanos de Inglaterra en 1875 y en 1878 para la beca de la Universidad Real de Cirujanos (FRCS).
Fue Caballero de Gracia de la Orden de San Jorge.
Una vez convertido en cirujano, se especializó en cirugía abdominal, en el London Hospital a finales del siglo XIX y primeros años del siglo XX. Realizó la primera apendicectomía en Inglaterra, el 29 de junio de 1888. Fue nombrado Cirujano Extraordinario por la reina Victoria.
En 1884, Treves vio por primera vez a Joseph Merrick, conocido como el Hombre Elefante, siendo exhibido por el showman Tom Norman en su tienda de curiosidades frente al London Hospital. Hacia 1886 Treves trajo a Merrick al hospital, donde vivió hasta su muerte en abril de 1890. Las Reminiscencias de Treves nombran erróneamente a Joseph Merrick como John Merrick, un error ampliamente recirculado por biógrafos de Merrick.
Durante la segunda guerra bóer (1899–1902), Treves se ofreció voluntario para trabajar en un hospital de campaña en Sudáfrica tratando a los heridos. Más tarde publicó un relato de sus experiencias en The Tale of a Field Hospital, basado en los artículos que escribió en la época para la Revista Médica británica. Treves fue también Agente Médico del Suffolk Yeomanry hasta que dimitió en mayo de 1902, y aceptó el nombramiento como Coronel honorario del Real Cuerpo Médico del Ejército el 30 de agosto de 1902.
A finales de marzo de 1901, Treves fue nombrado uno de los varios Honorary Serjeants Surgeon del rey Eduardo VII, y en mayo del mismo año fue nombrado caballero como Comandante Caballero de la Orden victoriana Real (KCVO).
En enero de 1902, el rey fue tratado en su tendón de Aquiles, y en junio se encontró un "hinchamiento duro en el abdomen." La coronación del rey estaba prevista para el 26 de junio de 1902, pero el 24 de junio, Eduardo fue diagnosticado con apendicitis. Treves, con el apoyo de la principal autoridad quirúrgica, Lord Lister, efectuó una operación entonces radical drenando el absceso a través de una incisión pequeña y dejando el apéndice intacto. Por entonces la apendicitis aún no solía operarse y conllevaba un elevado riesgo de mortalidad. El rey se había opuesto a la cirugía debido a la inminente coronación pero Treves insistió, declarando que si no se le permitía operar, en cambio habría un funeral. Al día siguiente, Eduardo estaba sentado en cama, fumando un cigarro.
Por esta operación, Treves fue honrado con una baronecía el 24 de julio de 1902 (que Eduardo había arreglado antes de la operación), y la cirugía del apéndice fue introducida en la práctica médica rutinaria en el Reino Unido. Se le concedió el uso de la Thatched House Lodge en Richmond Park y posteriormente pudo retirarse anticipadamente. Publicó un libro sobre sus experiencia de la real cirugía, poco después de la coronación. Treves continuó sirviendo a la familia real como Serjeant Surgeon del Rey y de la Casa Real desde julio de 1902 hasta 1910. En noviembre de 1905, el rey cayó en un agujero de conejo que le estiró el tendón de Aquiles dañado, por lo que le colocó una férula de hierro.
Recibió las llaves de su ciudad natal Dorchester en julio de 1902.

### Autor y legado

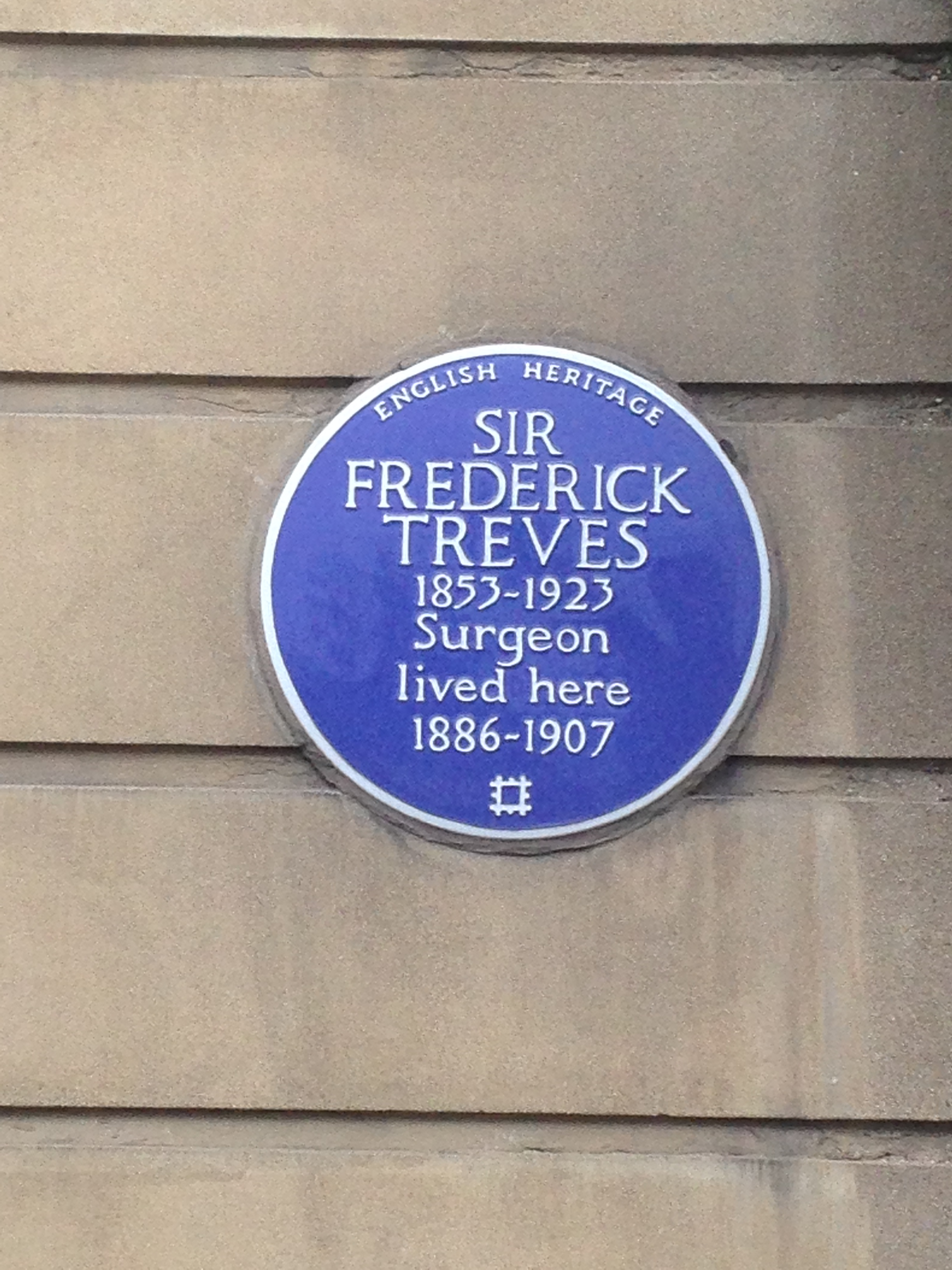
Sir Frederick Treves placa conmemorativa, en 6 Wimpole Street, Marylebone, Londres.

Treves escribió muchos libros, incluyendo The Elephant Man and Others Reminiscences (1923), Surgically Applied Anatomy (1883), The Highways and Byways of Dorset (el condado en que nació, 1906), A Student's Handbook of Surgical Operations (1892), Uganda for a Holiday, The Land That is Desolate, y The Crandle of the Deep (1908). Este último volumen es un relato de sus viajes a las Indias Occidentales, intercalados con porciones de historia; describiendo (entre otras cosas) la muerte del pirata Barbanegra, una erupción del Monte Pelée (que destruyó la ciudad de St. Pierre, Martinica), y un fuerte terremoto en Kingston, Jamaica, poco antes de su llegada allí. Fue también presidente del Comité Ejecutivo de 1905 a 1912 de la Cruz Roja Británica, y fue el primer presidente de la Society of Dorset Men. De 1905 a 1908, fue rector de la Universidad de Aberdeen.
Alrededor de 1920, Sir Frederick se fue a vivir a Suiza, muriendo en Lausana el 7 de diciembre de 1923 a la edad de 70 años. Murió de peritonitis, la cual, irónicamente, en los tiempos anteriores a los antibióticos generalmente era resultado de una ruptura del apéndice. Su funeral tuvo lugar en la St Peter's Church, Dorchester, el 2 de enero de 1924, y el rey y la reina fueron representados por el Physician-in-Ordinary, Lord Dawson. Su amigo de toda la vida Thomas Hardy atendió y escogió los himnos. Hardy también escribió un poema para la ocasión que fue publicado en The Times.

## Familia
Treves se casó, en 1877, con Ann Elizabeth Mason, hija de Alf S. Mason. Tuvieron dos hijas, Enid Margery Treves, casada en 1902 con el Mayor Charles Delmé-Radcliffe y Hetty Marion Treves que murió soltera a los dieciocho.

## Retratos en la ficción
Treves es uno de los personajes principales en El Hombre Elefante, la obra teatral de Bernard Pomerance de 1977 sobre la vida de Joseph Merrick, así como en la película de 1980 de David Lynch, en que fue interpretado por Anthony Hopkins. En esta película, el actor inglés Frederick Treves, sobrino nieto de Sir Frederick, interpreta a un concejal. Trabajando en el London Hospital y entrando en contacto con casos criminales, es también descrito por Paul Ready en el drama criminal de la BBC Ripper Street, ambientada a finales de los años 1890.
En la vida real, Sir Frederick Treves aparecía junto a otros británicos de la alta sociedad ayudando con el esfuerzo de guerra en la película muda de D. W. Griffith perdida The Great Love (1918).